# Gomphia laevigata
Gomphia laevigata là một loài thực vật có hoa trong họ Ochnaceae. Loài này được Vahl mô tả khoa học đầu tiên năm 1791.